# Větrný mlýn v Rudici
Větrný mlýn holandského typu se nachází v obci Rudice, okres Blansko. V roce 1964 byl zapsán do Ústředního seznamu kulturních památek ČR.

## Historie
Větrný mlýn byl postaven v roce 1865 Matějem a Františkou Ševčíkovými. Mlýn se nachází jihovýchodně od obce na kopci v nadmořské výšce 510 m na okraji Drahanské vrchoviny. V roce 1922 byla vyměněna modřínová hřídel. V roce 1925 bylo vichřicí zničeno větrné kolo. Mlýn po havárii byl převeden na elektrický pohon. V období druhé světové války byl mlýn zapečetěn a v roce 1945 zrušeno mlecí právo. V roce 1947 byla střecha pokryta plechem. Od roku 1960 vlastnil mlýn ONV Blansko. Od roku 1968 o zchátralý mlýn se sedmnácti trhlinami ve zdivu a bez zbytků mlecího zařízení se začali starat manželé Vaverkovi z Brna. Mlýn byl opraven. V roce 1973 byl ve střeše obnoven vikýř a později osazen borovicovou hřídelí a větrným kolem. To bylo v roce 1987 zničeno bouří, ale záhy bylo obnoveno. Dne 13. srpna 1994 bylo ve mlýně otevřeno muzeum.

### Legenda
O větrném mlýně v Rudici se vypráví legenda o ženě, která přišla do okolí mlýna pást kozu. Jelikož si ale zapomněla kolík, ke kterému by kozu přivázala, rozhodla se jí přivázat k peruti kola větrného mlýna. Následně se vrátila pro kolík, jenže mezitím začal foukat vítr a jak se kolo otáčelo, zůstala koza viset v nejvyšším bodě otočky kola. I přes snahu vesničanů nebyla koza zachráněna a byla nakonec utracena a snědena.

## Popis
Větrný mlýn je třípodlažní válcová zděná neomítaná stavba holandského typu postavená z lomového kamene na kruhovém půdorysu. Stavba je zakončena kuželovou šindelovou střechou na dřevěném bedněném věnci ukončenou vodorovným hřebenem. Vnitřní vybavení se nedochovalo. Okna jsou zasazena v hlazených omítkových šambránách. Stropy jsou dřevěné trámové s fošnovým záklopem.  
| půdorys průměr [m] | výška [m] | zdroj       |
| ------------------ | --------- | ----------- |
| půdorys průměr [m] | celková   | [ 2 ] [ 3 ] |
| 8,8                | 10,6      | [ 2 ] [ 3 ] |

## Muzeum
Ve mlýně se nachází muzeum věnované historii obce Rudice, mineralogii, speleologii, horolezectví, železářství a hornictví.
Stálá muzejní expozice je rozdělena do tří částí, které se nacházejí v přízemí, v prvním a druhém poschodí.
V přízemí je expozice představující bydlení v 19. a 20. století a videoprojekce s jeskyňářskou tematikou. V prvním poschodí je sbírka minerálií a expozice hutnictví železa a hornictví v Rudici. Druhé poschodí je věnováno speleologii.
V blízkosti mlýna se nachází geopark Rudice s ukázkami hornin Moravského krasu a Drahanské vrchoviny.

### Expozice

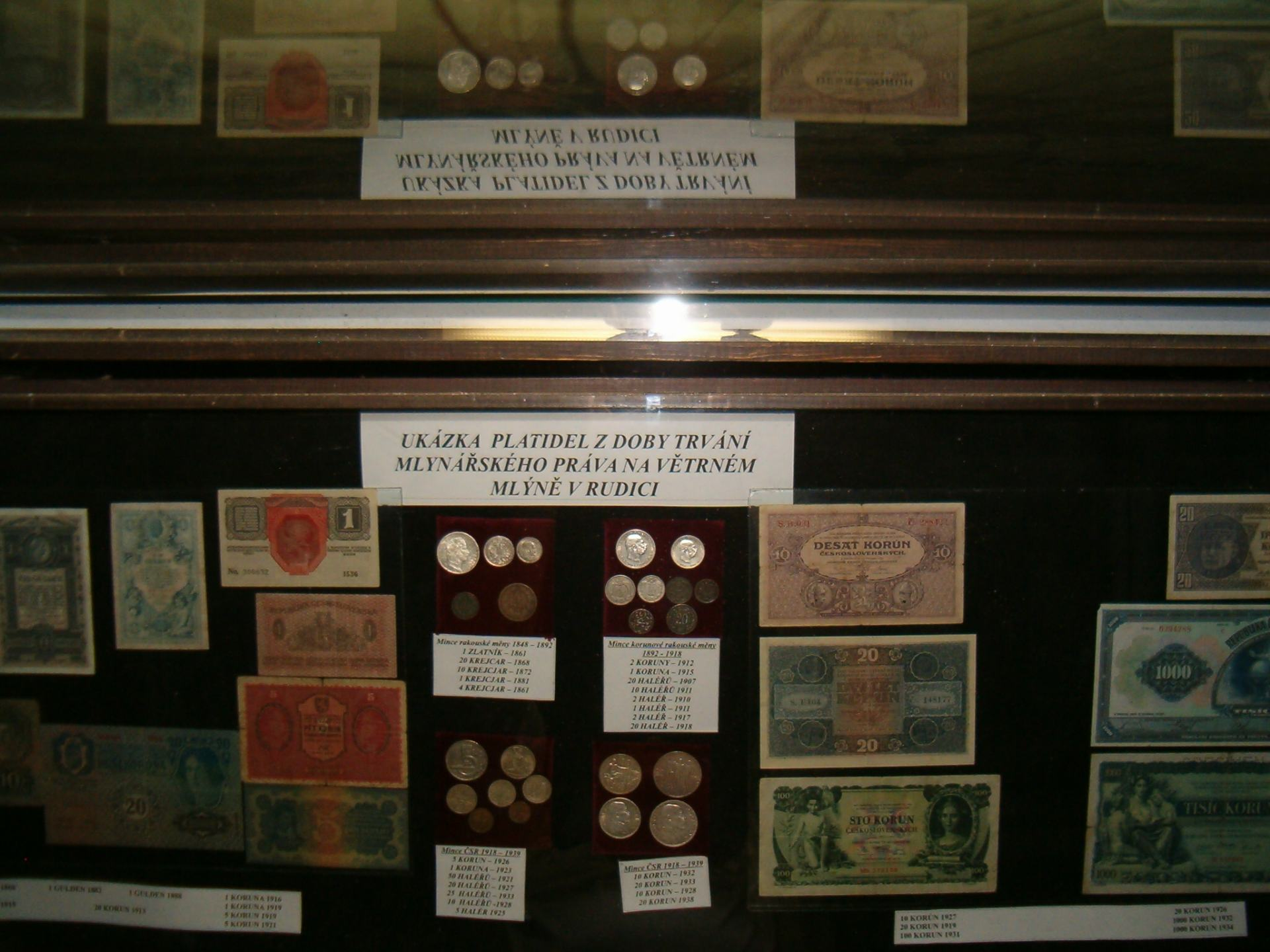
Historie mlýna
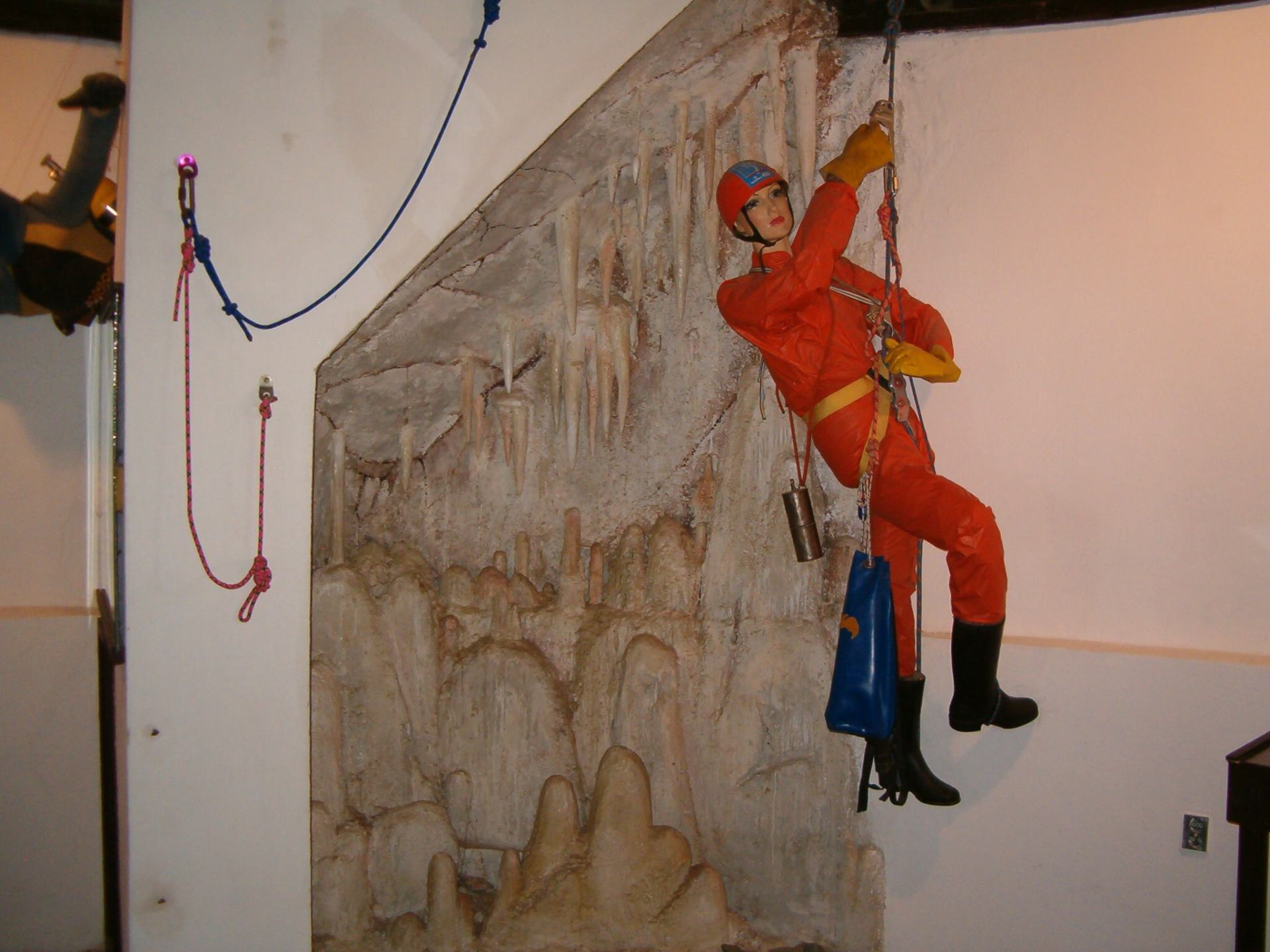
Speleologický průzkum rudického podzemí
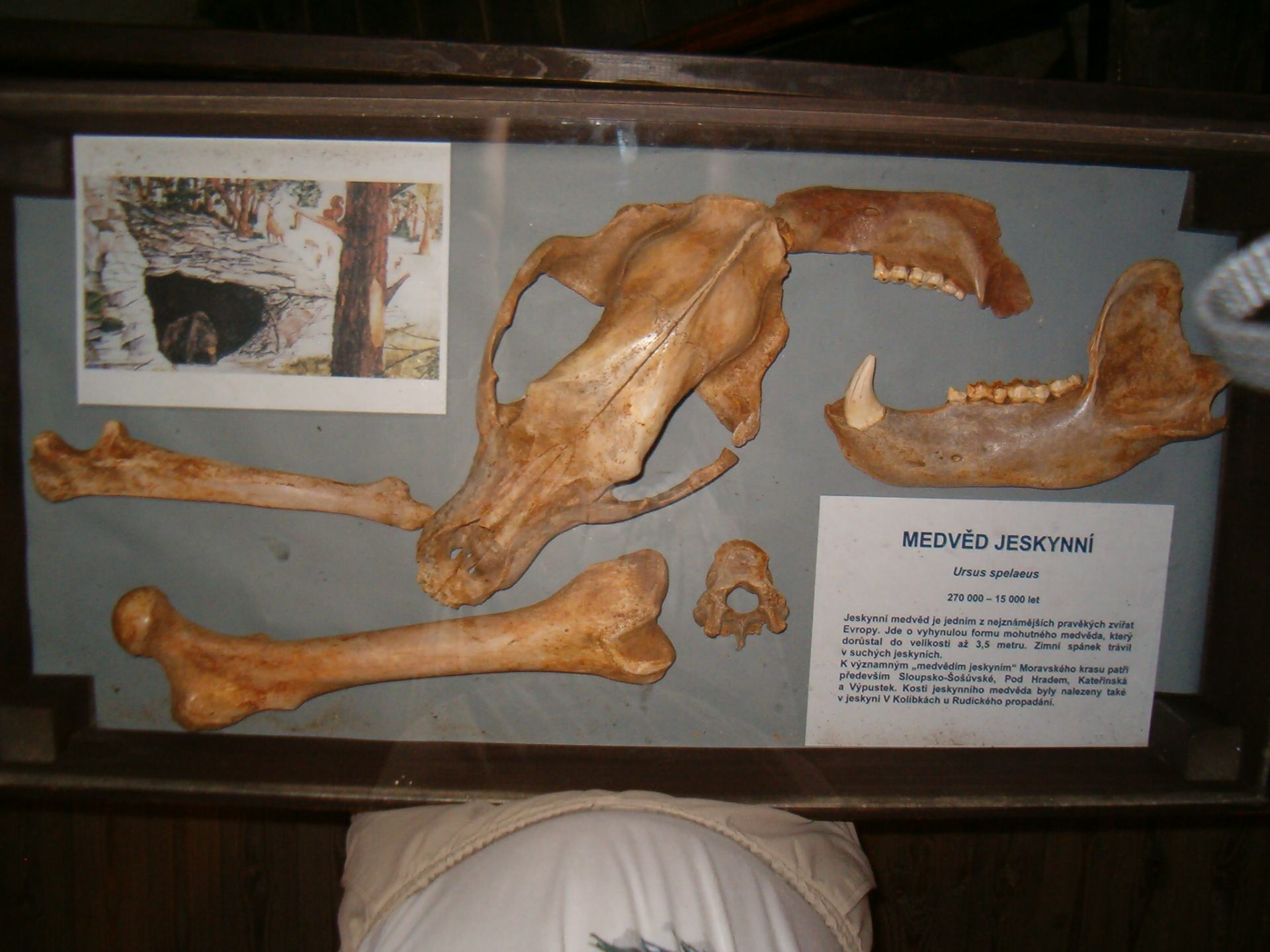
Paleontologické nálezy
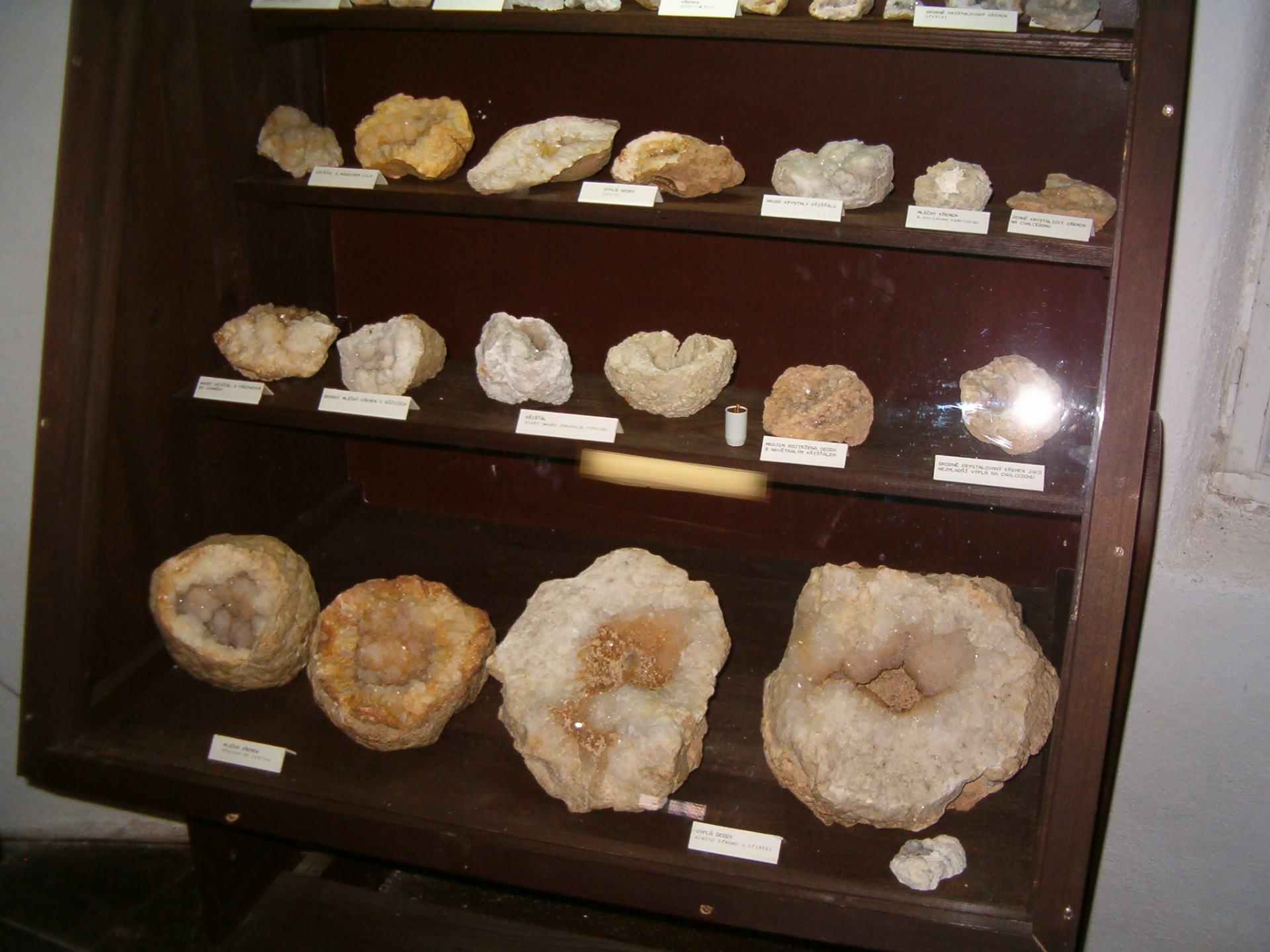
Geody z rudického lomu